# Jasper Iwema
Jasper Iwema (Hooghalen, 15 november 1989) is een Nederlands motorcoureur die vanaf 2009 meerijdt in het wereldkampioenschap motorracen 125cc. Vanaf 2012 is Iwema actief in de nieuwe raceklasse Moto3. Deze klasse is de vervanger voor de 125cc. 

## Biografie
In 2003 begon Jasper Iwema met racen op een minibike. Hij racete dit eerste seizoen met nummer 33, omdat zijn favoriet uit de 125cc (Stefano Bianco) met dit nummer rijdt. Dit eerste seizoen werd hij 5e in de eindklassering. In 2004 werd Jasper Iwema Nederlands kampioen minibike. Dit seizoen won Iwema alle twaalf races na de zomerstop.
2005 was het jaar van grote veranderingen. Iwema nam deel aan de 125cc-juniorencup, van het Open Nederlands Kampioenschap. In zijn debuutjaar werd Iwema meteen kampioen. In dat seizoen reed hij tevens zijn eerste races in het buitenland. Hij startte hiervoor in races om de Duitse ADAC Juniorcup. Vanaf dat seizoen had Jasper Iwema ook het nummer 53 op de kuip.
In seizoen 2006, maakte Iwema de overstap naar het ONK 125cc wegrace. Dit seizoen kwam hij uit voor het Abbink-Bos team uit Almelo. Uiteindelijk eindigde Iwema met zijn Honda RS125 als vierde in het algemeen klassement. Ook nam Jasper Iwema in Duitsland deel aan wedstrijden om de Internationale Deutsche Motorradmeisterschaft (IDM) en behaalde hierin twee punten.
In 2007 nam Iwema aan verschillende competities deel. Hij startte in het ONK, IDM en het Spaans open (CEV). Daarnaast ontving Iwema een wildcard voor de TT Assen. In de race die meetelde voor het wereldkampioenschap wegrace eindigde hij als 32e. In de IDM eindigde Iwema uiteindelijk op een zestiende plaats in het eindklassement, met als beste resultaat een vijfde plek.
Ook in 2008 kreeg Iwema een wildcard voor de TT Assen. Hij eindigde als 28e. Daarnaast reed Iwema dat seizoen het EK in Albacate en deed mee aan het ONK, IDM en CEV. Tijdens het EK in Albacate, eindigde Iwema op de vijfde plaats. In het IDM wist Iwema een aantal podiumplaatsen te behalen en sloot het seizoen af op een vijfde plaats in het eindklassement. Iwema wist in het ONK enkele wedstrijden te winnen en eindigt in het CEV als 21e.
Seizoen 2009 was het eerste volledige WK-seizoen voor Iwema. Hij reed tijdens dat seizoen voor Racing Team Germany. Het team waar Iwema voorheen reed, Abbink-Bos Racing, was hierin opgenomen. Tijdens het seizoen wist Iwema drie punten te behalen en sloot het seizoen af met een 28e plaats.
In 2010 ging Iwema samen met Abbink naar het CBC Corse Team. Iwema behaalde 34 punten. De beste resultaten dit seizoen waren een achtste plaats in de GP van Tsjechië en de zesde kwalificatietijd in de GP van Nederland. Uiteindelijk werd het seizoen afgesloten met een zestiende plaats in het eindklassement.
Iwema reed tijdens het wereldkampioenschap wegrace van 2011 wederom mee in de 125cc klasse, in het Italiaanse combinatieteam Ongetta-Abbink Metaal. In eerste instantie was er sprake van dat Iwema uit zou komen voor het Nederlandse Molenaar Racing Team, maar door financiële problemen kwam Jasper kort voor het testen zonder team te staan. Dankzij hulp van sponsoren en fans en hard werken door Abbink, vond Iwema weer onderdak bij het CBC Corse Team van Mirko Cecchini, in samenwerking met Fontana racing. Naast Jasper Iwema kwamen de Tsjech Jakub Kornfeil en de Engelse Harry Stafford uit voor dit team.
In 2012 kwam Iwema uit voor het Tsjechische team MOTOFGR en was Gamma zijn sponsor.
In 2017 is Iwema begonnen in de ijsspeedway
Tijdens het Europees Kampioenschap IJsspeedway 2018 brak Iwema zijn enkel, toch behaalde hij een zesde plek.